# (16740) Kipthorne
(16740) Kipthorne est un astéroïde de la ceinture principale.

## Description
(16740) Kipthorne est un astéroïde de la ceinture principale. Il fut découvert le 22 mai 1996 à La Silla par Eric Walter Elst. Il présente une orbite caractérisée par un demi-grand axe de 2,29 UA, une excentricité de 0,15 et une inclinaison de 5,7° par rapport à l'écliptique.